# دون كولير
دون كولير (بالإنجليزية: Don Collier)‏ هو لاعب كرة قدم أمريكية ومقدم برامج إذاعية وممثل أمريكي، ولد في 17 أكتوبر 1928 في الولايات المتحدة.

## وصلات خارجية
- دون كولير على موقع IMDb (الإنجليزية)
- دون كولير على موقع ميوزك برينز (الإنجليزية)
- دون كولير على موقع أول موفي (الإنجليزية)
- دون كولير على موقع قاعدة بيانات الفيلم (الإنجليزية)